# Championnats du monde de patinage artistique 1974
Navigation
Mondiaux 1973 Mondiaux 1975
Les championnats du monde de patinage artistique 1974 ont lieu du 5 au 10 mars 1974 à Munich en Allemagne de l'Ouest.

## Qualifications
Les patineurs sont éligibles à l'épreuve s'ils représentent une nation membre de l'Union internationale de patinage (International Skating Union en anglais). Les fédérations nationales sélectionnent leurs patineurs en fonction de leurs propres critères.
Sur la base des résultats des championnats du monde 1973, l'Union internationale de patinage autorise chaque pays à avoir de une à trois inscriptions par discipline. 

## Podiums
| Épreuves                            | Or                                       | Argent                              | Bronze                                    |
| ----------------------------------- | ---------------------------------------- | ----------------------------------- | ----------------------------------------- |
| Messieurs résultats détaillés       | Jan Hoffmann                             | Sergueï Volkov                      | Toller Cranston                           |
| Dames résultats détaillés           | Christine Errath                         | Dorothy Hamill                      | Dianne de Leeuw                           |
| Couples résultats détaillés         | Irina Rodnina / Aleksandr Zaïtsev        | Lioudmila Smirnova / Alexeï Oulanov | Romy Kermer /Rolf Österreich              |
| Danse sur glace résultats détaillés | Lioudmila Pakhomova / Aleksandr Gorchkov | Hilary Green / Glyn Watts           | Natalia Linitchouk / Guennadi Karponossov |

## Tableau des médailles
| Rang  | Nation             | Or | Argent | Bronze | Total |
| ----- | ------------------ | -- | ------ | ------ | ----- |
| 1     | Union soviétique   | 2  | 2      | 1      | 5     |
| 2     | Allemagne de l'Est | 2  | 0      | 1      | 3     |
| 3     | États-Unis         | 0  | 1      | 0      | 1     |
| 3     | Royaume-Uni        | 0  | 1      | 0      | 1     |
| 5     | Canada             | 0  | 0      | 1      | 1     |
| 5     | Pays-Bas           | 0  | 0      | 1      | 1     |
| Total | Total              | 4  | 4      | 4      | 12    |

## Détails des compétitions

### Messieurs
| Rang | Nom                 | Nation               | Places | Points | Fig. impo. | Prog. court | Prog. libre |
| ---- | ------------------- | -------------------- | ------ | ------ | ---------- | ----------- | ----------- |
| 1    | Jan Hoffmann        | Allemagne de l'Est   | 11     | 231.44 | 1          | 5           | 2           |
| 2    | Sergueï Volkov      | Union soviétique     | 27     | 227.94 | 2          | 3           | 7           |
| 3    | Toller Cranston     | Canada               | 26     | 227.86 | 8          | 1           | 1           |
| 4    | Vladimir Kovalev    | Union soviétique     | 38     | 226.21 | 3          | 4           | 4           |
| 5    | Ron Shaver          | Canada               | 39     | 225.13 | 7          | 2           | 3           |
| 6    | Gordon McKellen     | États-Unis           | 60     | 222.80 | 5          | 7           | 5           |
| 7    | John Curry          | Royaume-Uni          | 60     | 220.68 | 4          | 6           | 9           |
| 8    | Minoru Sano         | Japon                | 79     | 215.63 | 11         | 8           | 6           |
| 9    | Zdeněk Pazdírek     | Tchécoslovaquie      | 85     | 213.44 | 9          | 10          | 10          |
| 10   | Didier Gailhaguet   | France               | 86     | 221.75 | 6          | 11          | 12          |
| 11   | László Vajda        | Hongrie              | 99     | 209.78 | 10         | 9           | 11          |
| 12   | Terry Kubicka       | États-Unis           | 109    |        | 15         | 15          | 8           |
| 13   | Bernd Wunderlich    | Allemagne de l'Est   | 116    |        | 13         | 12          | 14          |
| 14   | Erich Reifschneider | Allemagne de l'Ouest | 118    |        | 14         | 13          | 13          |
| 15   | Robert Rubens       | Canada               | 138    |        | 20         | 14          | 15          |
| 16   | Ronald Koppelent    | Autriche             | 145    |        | 18         | 17          | 16          |
| 17   | Miroslav Šoška      | Tchécoslovaquie      | 158    |        | 12         | 16          | 21          |
| 18   | Pekka Leskinen      | Finlande             | 159    |        | 16         | 18          | 19          |
| 19   | Jacek Tascher       | Pologne              | 172    |        | 21         | 20          | 17          |
| 20   | Rolando Bragaglia   | Italie               | 175    |        | 19         | 19          | 20          |
| 21   | Glyn Jones          | Royaume-Uni          | 195    |        | 25         | 21          | 18          |
| 22   | Gilles Beyer        | France               | 197    |        | 22         | 22          | 23          |
| 23   | Thomas Öberg        | Suède                | 208    |        | 23         | 23          | 22          |
| 24   | Gheorghe Fazekas    | Roumanie             | 211    |        | 17         | 25          | 25          |
| 25   | William Schober     | Australie            | 222    |        | 24         | 24          | 24          |
| 26   | Silvio Švajger      | Yougoslavie          | 234    |        | 26         | 26          | 26          |

### Dames
| Rang | Nom                | Nation               | Places | Points | Fig. impo. | Prog. court | Prog. libre |
| ---- | ------------------ | -------------------- | ------ | ------ | ---------- | ----------- | ----------- |
| 1    | Christine Errath   | Allemagne de l'Est   | 12     | 230.95 | 2          | 1           | 2           |
| 2    | Dorothy Hamill     | États-Unis           | 15     | 228.71 | 5          | 2           | 1           |
| 3    | Dianne de Leeuw    | Pays-Bas             | 27     | 221.16 | 4          | 5           | 4           |
| 4    | Gerti Schanderl    | Allemagne de l'Ouest | 54     | 216.07 | 11         | 4           | 3           |
| 5    | Karin Iten         | Suisse               | 61     | 215.87 | 1          | 14          | 17          |
| 6    | Lynn Nightingale   | Canada               | 66     | 215.61 | 12         | 3           | 5           |
| 7    | Kath Malmberg      | États-Unis           | 66     | 216.19 | 7          | 8           | 10          |
| 8    | Juli McKinstry     | États-Unis           | 67     | 216.34 | 6          | 9           | 7           |
| 9    | Liana Drahová      | Tchécoslovaquie      | 72     | 214.67 | 9          | 6           | 6           |
| 10   | Marion Weber       | Allemagne de l'Est   | 75     | 214.50 | 8          | 10          | 8           |
| 11   | Anett Pötzsch      | Allemagne de l'Est   | 98     | 212.38 | 10         | 7           | 9           |
| 12   | Maria McLean       | Royaume-Uni          | 98     |        | 3          | 12          | 13          |
| 13   | Barbara Terpenning | Canada               | 111    |        | 14         | 11          | 11          |
| 14   | Gail Keddie        | Royaume-Uni          | 140    |        | 17         | 16          | 14          |
| 15   | Emi Watanabe       | Japon                | 139    |        | 19         | 17          | 12          |
| 16   | Sonja Balun        | Autriche             | 142    |        | 16         | 13          | 15          |
| 17   | Cinzia Frosio      | Italie               | 142    |        | 13         | 15          | 16          |
| 18   | Liudmila Bakonina  | Union soviétique     | 163    | 194.32 | 18         | 18          | 19          |
| 19   | Hana Knapová       | Tchécoslovaquie      | 164    |        | 20         | 19          | 18          |
| 20   | Chang Myung-su     | Corée du Sud         | 180    |        | 15         | 20          | 20          |
| 21   | Evelyne Reusser    | Suisse               | 193    |        | 21         | 21          | 23          |
| 22   | Grażyna Dudek      | Pologne              | 195    |        | 24         | 23          | 21          |
| 23   | Eva Hansson        | Suède                | 205    |        | 25         | 22          | 24          |
| 24   | Marie-Hélène Panet | France               | 216    |        | 23         | 25          | 25          |
| 25   | Helena Gazvoda     | Yougoslavie          | 230    |        | 28         | 24          | 22          |
| 26   | Sharon Burley      | Australie            | 231    |        | 22         | 27          | 27          |
| 27   | Susan Broman       | Finlande             | 240    |        | 26         | 26          | 26          |
| 28   | Liv Egelund        | Norvège              | 252    |        | 27         | 28          | 28          |

### Couples
| Rang | Nom                                   | Nation               | Places | Points | Prog. court | Prog. libre |
| ---- | ------------------------------------- | -------------------- | ------ | ------ | ----------- | ----------- |
| 1    | Irina Rodnina / Aleksandr Zaïtsev     | Union soviétique     | 9      | 141.09 | 1           | 1           |
| 2    | Lioudmila Smirnova / Alexeï Oulanov   | Union soviétique     | 21     | 139.05 | 2           | 2           |
| 3    | Romy Kermer / Rolf Österreich         | Allemagne de l'Est   | 25     | 138.53 | 3           | 3           |
| 4    | Manuela Groß / Uwe Kagelmann          | Allemagne de l'Est   | 36     | 136.73 | 4           | 4           |
| 5    | Sandra Bezic / Val Bezic              | Canada               | 44     | 134.96 | 5           | 5           |
| 6    | Irina Vorobieva / Aleksandr Vlasov    | Union soviétique     | 54     | 132.79 | 6           | 6           |
| 7    | Karin Künzle / Christian Künzle       | Suisse               | 71     | 131.28 | 7           | 7           |
| 8    | Melissa Militano / Johnny Johns       | États-Unis           | 72     | 131.24 | 8           | 8           |
| 9    | Corinna Halke / Eberhard Rausch       | Allemagne de l'Ouest | 80     | 130.70 | 9           | 9           |
| 10   | Tai Babilonia / Randy Gardner         | États-Unis           | 88     | 129.11 | 10          | 10          |
| 11   | Katja Schubert / Knut Schubert        | Allemagne de l'Est   | 96     | 125.39 | 11          | 11          |
| 12   | Grażyna Kostrzewińska / Adam Brodecki | Pologne              | 108    |        | 12          | 12          |
| 13   | Florence Cahn / Jean-Roland Racle     | France               | 121    |        | 14          | 13          |
| 14   | Ursula Nemec / Michael Nemec          | Autriche             | 126    |        | 13          | 14          |
| 15   | Linda McCafferty / Colin Tayforth     | Royaume-Uni          | 133    |        | 16          | 15          |
| 16   | Ilona Urbanová / Ales Zach            | Tchécoslovaquie      | 139    |        | 15          | 16          |
| 17   | Petra Schneider / Bogdan Pulcer       | Allemagne de l'Ouest | 163    |        | 17          | 17          |
| 18   | Kathy Hutchinson / Jamie McGrigor     | Canada               | 162    |        | 18          | 18          |

### Danse sur glace
| Rang | Nom                                       | Nation               | Places | Points | Danses imposées | Danse libre |
| ---- | ----------------------------------------- | -------------------- | ------ | ------ | --------------- | ----------- |
| 1    | Lioudmila Pakhomova / Aleksandr Gorchkov  | Union soviétique     | 9      | 211.78 | 1               | 1           |
| 2    | Hilary Green / Glyn Watts                 | Royaume-Uni          | 18     | 206.26 | 2               | 2           |
| 3    | Natalia Linitchouk / Guennadi Karponossov | Union soviétique     | 28     | 201.00 | 3               | 3           |
| 4    | Irina Moïsseïeva / Andrei Minenkov        | Union soviétique     | 43     | 198.50 | 5               | 4           |
| 5    | Janet Sawbridge / Peter Dalby             | Royaume-Uni          | 44     | 197.74 | 4               | 5           |
| 6    | Krisztina Regőczy / András Sallay         | Hongrie              | 53     | 195.32 | 6               | 6           |
| 7    | Colleen O'Connor / James Millns           | États-Unis           | 58     | 194.30 | 7               | 7           |
| 8    | Matilde Ciccia / Lamberto Ceserani        | Italie               | 77     | 188.94 | 8               | 9           |
| 9    | Louise Lind / Barry Soper                 | Canada               | 79     | 188.40 | 9               | 8           |
| 10   | Teresa Weyna / Piotr Bojańczyk            | Pologne              | 89     | 185.44 | 10              | 10          |
| 11   | Janet Thompson / Warren Maxwell           | Royaume-Uni          | 96     |        | 11              | 11          |
| 12   | Diana Skotnická / Martin Skotnický        | Tchécoslovaquie      | 114    |        | 13              | 12          |
| 13   | Anne Millier / Harvey Millier             | États-Unis           | 122    |        | 12              | 15          |
| 14   | Gerda Bühler / Mathis Bächi               | Suisse               | 125    |        | 14              | 13          |
| 15   | Barbara Berezowski / David Porter         | Canada               | 131    |        | 15              | 14          |
| 16   | Sylvia Fuchs / Michael Fuchs              | Allemagne de l'Ouest | 143    |        | 16              | 16          |
| 17   | Eva Peštová / Jiři Pokorný                | Tchécoslovaquie      | 149    |        | 17              | 17          |
| 18   | Nicole Rinsant / Dirk Beyer               | Allemagne de l'Ouest | 161    |        | 18              | 18          |
| 19   | Brigitte Scheijbal / Walter Leschetizky   | Autriche             | 171    |        | 19              | 19          |